# NGC 6851A
NGC 6851A (другие обозначения — PGC 64086, NGC 6861A, ESO 233-25, AM 2002-480) — галактика в созвездии Телескоп.
Этот объект занесён в новый общий каталог несколько раз, с обозначениями NGC 6851A, NGC 6861A.
Этот объект не входит в число перечисленных в оригинальной редакции «Нового общего каталога» и был добавлен позднее.